# Patschgsiedlung
Die Patschgsiedlung ist eine Siedlung in der Gemeinde Bad Gastein im österreichischen Bundesland Salzburg.

## Geografie

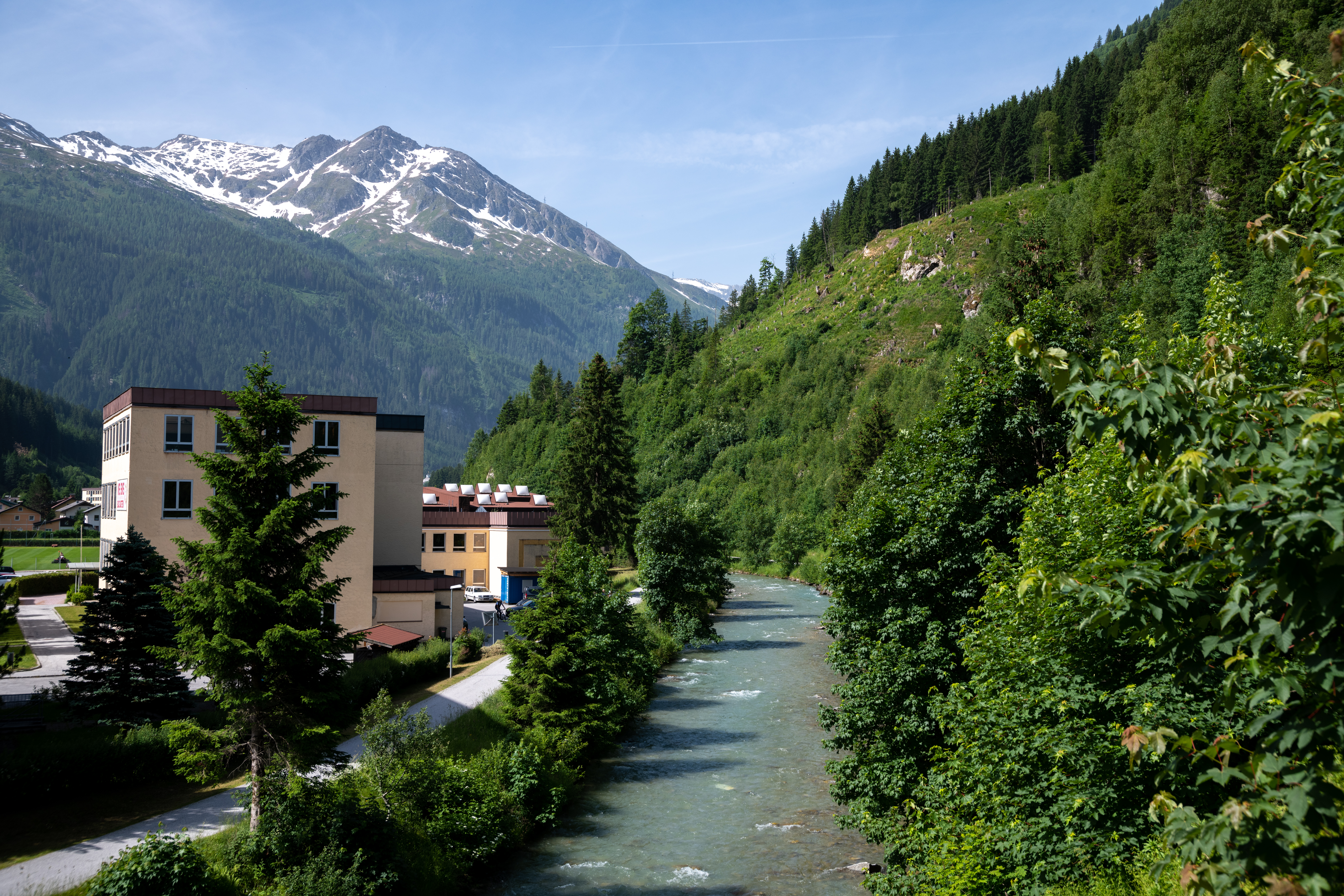
Gasteiner Ache bei der Patschgsiedlung

Die Patschgsiedlung gehört zur Ortschaft Bad Gastein und zur Katastralgemeinde Böckstein. Die Siedlung liegt im Gasteinertal zwischen dem Fluss Gasteiner Ache im Westen und der Strecke der Tauernbahn im Osten. Der Stuhlalpsbach Nord, auch ÖBB-Runse genannt, ist ein Nebenbach der Gasteiner Ache, der durch das Ortsgebiet fließt.

## Geschichte
Im von 1823 bis 1830 erstellten Franziszeischen Kataster ist im östlichen Bereich der späteren Siedlung der Einzelhof Patschk verzeichnet.

## Infrastruktur
In der Patschgsiedlung befinden sich die Mittelschule und Skimittelschule Bad Gastein, die Volksschule Bad Gastein und der Gemeindekindergarten Bad Gastein. Das Alpenstadion am Ederplatz umfasst ein 105 mal 68 Meter großes Fußballspielfeld. Die Asphaltstockanlage Bad Gastein am Birkenring wird vom ESV Bad Gastein betrieben. Am Birkenring gibt es außerdem einen öffentlichen Spielplatz mit Skaterpark.
Durch die Patschgsiedlung verläuft die Landesstraße B167. Sie ist über die Bushaltestellen Bad Gastein Ederplatz, Bad Gastein Gemeindesiedlung und Bad Gastein Hirschkar an den öffentlichen Verkehr angeschlossen. Die Fernradwege Ciclovia Alpe Adria und EuroVelo 7 führen entlang des Ufers der Gasteiner Ache.